# Lago di Penne
Il lago di Penne è un bacino artificiale creato dallo sbarramento del fiume Tavo con la diga di Penne, la cui costruzione è iniziata nella seconda metà degli anni sessanta.
È situato nei pressi dell'abitato di Penne, immediatamente a valle della confluenza del torrente Gallero nel Tavo.
Nel 1987 è stata istituita la Riserva naturale controllata Lago di Penne.

## Collegamenti esterni

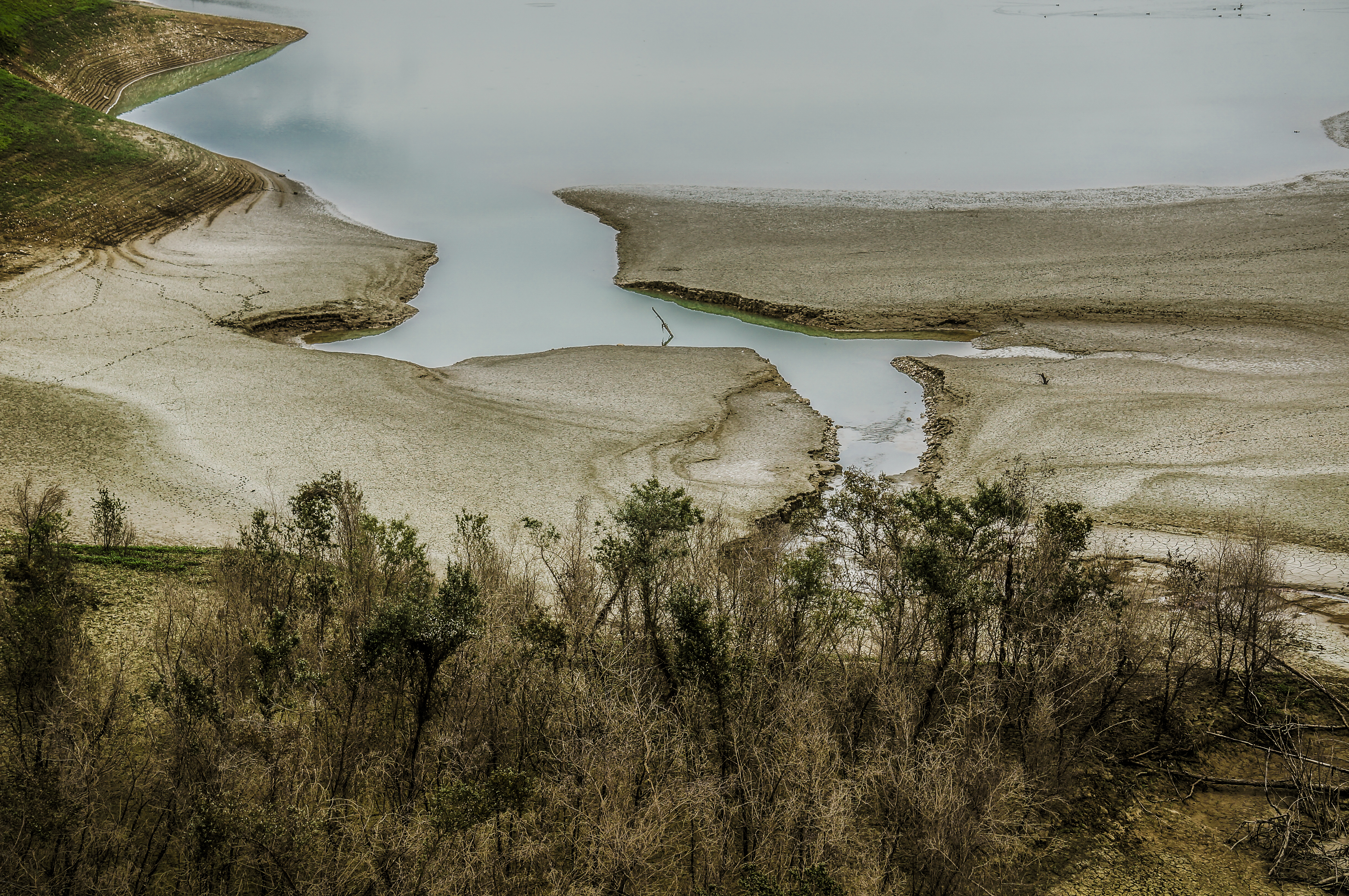
Vista sul lago